# Charlotte af Schaumburg-Lippe
Prinsesse Charlotte til Schaumburg-Lippe (tysk: Prinzessin Charlotte zu Württemberg) (tysk: Charlotte Marie Ida Luise Hermine Mathilde; 10. oktober 1864 – 16. juli 1946) var en tysk prinsesse af Schaumburg-Lippe, der var den sidste dronning af Württemberg fra 1891 til 1918.
Prinsesse Charlotte var datter af Prins Wilhelm af Schaumburg-Lippe og barnebarn af Fyrst Georg 1. Vilhelm af Schaumburg-Lippe. Hun blev gift med den senere Kong Wilhelm 2. af Württemberg i 1886 og blev dronning af Württemberg i 1891. Hendes mand måtte abdicere, da monarkierne blev afskaffet i Tyskland ved Novemberrevolutionen i 1918.